# Mas Molar (Llers)
El Mas Molar és una masia de Llers (Alt Empordà) inclosa a l'Inventari del Patrimoni Arquitectònic de Catalunya.

## Descripció
Situat al sud-oest del nucli urbà de la població de Llers, pel camí del mas Molar, prop de les Muntanyes de Sant Quirze.
És una masia aïllada formada per diversos cossos adossats, que li confereixen una planta més o menys rectangular. El nucli central de la construcció consta de tres volums rectangulars amb les cobertes de dues vessants de teula, distribuïts en planta baixa i dos pisos. La façana principal, orientada a llevant, presenta un cos davanter adossat format per una volta rebaixada bastida en maó, a la planta baixa, i cobert amb terrassa al pis. Damunt de l'arc hi ha un carreu de pedra gravat amb la següent inscripció: "ANTON MOLAR DIA 30 DE JULIOL 1802". La volta protegeix un gran portal rectangular, amb els brancals fets de carreus i la llinda plana. Unes escales de rajol donen accés a la terrassa des de l'exterior. A l'extrem de migdia de la terrassa hi ha un pou circular bastit en pedra, amb coberta d'un sol vessant. Les finestres dels pisos superiors són rectangulars, emmarcades amb carreus de pedra calcària i els ampits motllurats. Les de la banda nord del parament presenten les dates 1757 i 1758 gravades a la llindes. Adossat al sud de la construcció hi ha un altre cos rectangular amb la coberta d'un sol vessant, que presenta una finestra emmarcada també en pedra, amb una creu gravada a la llinda. A la façana de tramuntana també hi ha finestres emmarcades en pedra, tot i que majoritàriament són bastides amb maons. A la banda de tramuntana de la construcció principal hi ha un edifici aïllat auxiliar, amb les obertures rectangulars bastides amb maons.
La construcció està bastida en pedra sense treballar lligada amb abundant morter de calç.

## Història
És una antiga masia d'època moderna construïda vers els anys 1757 i 1758, tal com ho testimonien les llindes de dues finestres. En un cos davanter adossat a la façana principal es pot apreciar la inscripció ANTON MOLAR DIA 30 DE JULIOL 1802 que recull el nom propietari i el dia i any d'una de les fases d'ampliació de la masia.